# Радомир (Грчка)
Радомир (грч. Ασβεσταριά, Асвестарија) је насељено место у општини Пела у периферији Средишња Македонија, Грчка. Према попису из 2021. године било је 2 становника.
Према бугарском географу и историчару, Василу Канчову, у Радомиру је 1900. године живело 165 Словена хришћана. Године 1924. принудно је исељено 64 Словена у Бугарску а на њихово место су насељене грчке избеглице, укупно 118 особа. На попису из 1971. Радомир је имао 424 становника, од чега су Словени били апсолутна већина. После 1971. године одлуком грчких власти село је расељено, а његови становници су принудно пресељени у село Нова Вадришта, где су биле изграђене нове куће.